# Gebru Merawi
Gebru Merawi (* 11. September 1932 in Addis Abeba) ist ein ehemaliger äthiopischer Langstreckenläufer.
Bei den Olympischen Spielen 1960 schied er über 5000 m im Vorlauf aus und erreichte über 10.000 m nicht das Ziel.
1967 wurde er Zweiter beim Košice-Marathon. Im Jahr darauf siegte er bei einem Marathon in Zarautz mit seiner persönlichen Bestzeit von 2:18:59 h. Beim Marathon der Olympischen Spiele 1968 in Mexiko-Stadt lief er auf dem sechsten Platz in 2:27:17 h ein.
1971 wurde er Ost- und Zentralafrikameister im Marathon.